# Thomas Smith (Politiker, 1799)
Thomas Smith (* 1. Mai 1799 im Fayette County, Pennsylvania; † 12. April 1876 in Versailles, Indiana) war ein US-amerikanischer Politiker. Zwischen 1839 und 1847 vertrat er zweimal den Bundesstaat Indiana im US-Repräsentantenhaus.

## Werdegang
Im Jahr 1818 kam Thomas Smith nach Rising Sun in Indiana, wo er im Gerbereigewerbe arbeitete. 1821 zog er nach Versailles weiter, wo er eine eigene Gerberei betrieb. Außerdem war Smith Mitglied der Staatsmiliz, in der er es bis zum Oberst brachte. Gleichzeitig begann er als Mitglied der Demokratischen Partei eine politische Laufbahn. Zwischen 1829 und 1836 war er mehrfach Abgeordneter im Repräsentantenhaus von Indiana. Danach saß er von 1836 bis 1839 im Staatssenat.
Bei den Kongresswahlen des Jahres 1838 wurde Smith im vierten Wahlbezirk von Indiana in das US-Repräsentantenhaus in Washington, D.C. gewählt, wo er am 4. März 1839 die Nachfolge von George H. Dunn antrat. Da er im Jahr 1840 nicht bestätigt wurde, konnte er bis zum 3. März 1841 zunächst nur eine Legislaturperiode im Kongress absolvieren. Bei den Wahlen des Jahres 1842 wurde Smith im dritten Distrikt als Nachfolger von Joseph L. White erneut in den Kongress gewählt, wo er zwischen dem 4. März 1843 und dem 3. März 1847 zwei weitere Legislaturperioden verbringen konnte. Diese waren seit 1845 von den Ereignissen des Mexikanisch-Amerikanischen Krieges geprägt.
1846 verzichtete Smith auf eine erneut Kandidatur. Im Jahr 1850 war er Delegierter auf einer Versammlung zur Überarbeitung der Staatsverfassung. Danach zog er sich aus der Politik zurück. Thomas Smith starb am 12. April 1876 in Versailles.